# Capitale Obispo Ramos de Lora
Pour les articles homonymes, voir Obispo.
Capitale Obispo Ramos de Lora est l'une des trois divisions territoriales de la municipalité d'Obispo Ramos de Lora dans l'État de Mérida au Venezuela. À des fins statistiques, l'Institut national de la statistique du Venezuela a créé le terme de « parroquia capital », ici traduit par le terme « capitale » qui correspond au territoire où se trouve le chef-lieu de la municipalité afin de couvrir ce vide spatial, qui, selon la loi sur la division politique territoriale publiée dans le Journal officiel de l'État « n'attribue pas de hiérarchie politique territoriale, ni de description de ses limites respectives ». Ce territoire s'articule autour de Santa Elena de Arenales, chef-lieu de la municipalité.